# Game Tengoku
Game Tengoku: The Game Paradise! (ゲーム天国?) è un videogioco arcade pubblicato nel 1995 da Jaleco. Sparatutto in stile Parodius, il titolo è stato successivamente convertito per Sega Saturn.
Nel 2017 è stato prodotto un remake dal titolo Game Tengoku CruisinMix per PlayStation 4, distribuito anche su Steam.

## Modalità di gioco
Nel videogioco è possibile selezionare come personaggio giocante alcuni protagonisti di titoli Jaleco tra cui Exerion, Formation Z, Momoko 120%, Butasan, Field Combat e City Connection.